# John de Mol jr.
Johannes Hendrikus Hubert (John) de Mol (Den Haag, 24 april 1955) is een Nederlandse media-magnaat, ondernemer en televisieproducent. De Mol had in 2021 een geschat vermogen van ongeveer 2,1 miljard euro. Hij is de zoon van voormalig zanger John de Mol sr., broer van Linda de Mol en vader van Johnny de Mol.

## Biografie

### Jeugd
De Mol groeide op in een degelijk, maar niet bemiddeld Goois gezin. De kinderen moesten hun zakgeld aanvullen met een krantenwijk of winkelbaantje. De Mol, begonnen op het gymnasium aan het R.K. Lyceum te Hilversum, ging in de tweede klas naar de havo die hij met moeite doorliep. Na zijn havo-examen hoopte hij aanvankelijk op een carrière als profvoetballer. 'Op het moment dat ik naar de bal ging en de ander ook', zei hij in 1993 tegen Ischa Meijer, 'was het bikkelhard van: hij of ik en dan bestond er voor mij geen grens, dan haalde ik door.' Hij kon redelijk voetballen, maar een professionele carrière zat er niet in. Zes jaar later zou De Mol commissaris bij Ajax worden, waar hij nog regelmatig op de tribune was te vinden.
Toen zijn vader directeur van de zeezender Radio Noordzee werd, verlegde De Mol zijn belangstelling van het voetbal naar de entertainmentindustrie. Hij werd technicus bij diskjockey Joost den Draaier en mocht niet veel later zelf platen aan elkaar praten. De basis voor zijn televisieloopbaan werd gelegd bij Studio Sport, waar De Mol als parttimer de hoogtepunten uit voetbalwedstrijden aan elkaar monteerde. Bij de TROS begon hij ondertussen als assistent-assistent-producer, maar door het snelle vertrek van zijn superieuren produceerde hij op zijn 23-ste zelf grote spelshows als De Showbizzquiz.

### 1979-1989: John de Mol Producties
In 1978 kondigde De Mol zijn vertrek bij de TROS aan, om zich als zelfstandig producent te vestigen. Zijn bij Radio Noordzee opgebouwde connecties met artiesten en managers zouden daarbij goed van pas komen. De eerste paar jaren was zijn bedrijf, John de Mol Producties, weinig succesvol. Het bedrijf draaide dan ook zeven jaar achter elkaar verlies. In de beginjaren maakte hij muziekspecials, gefinancierd door een reisbureau, die hij aan omroepen verkocht. Deze muziekspecials werden vaak opgenomen met artiesten op exotische locaties in het buitenland. Na een bijna-faillissement schoot zakenman en presentator Willem van Kooten hem financieel te hulp, omdat deze vertrouwen had in zijn doorzettingsvermogen.
In 1986 sloot De Mol een contract af met het Britse satellietstation Sky Channel, voor het produceren van programma's voor de Europese markt. Het eerste programma dat hij voor de zender zou produceren, was het jeugd- en jongerenprogramma The DJ Kat Show, dat mede door zijn zus Linda gepresenteerd zou worden. De opnames vonden plaats in een in 1986 aangekochte studio in Loosdrecht. Deze samenwerking met Sky Channel, waarin vanuit Nederland verschillende popprogramma's werden geproduceerd, zou uiteindelijk drie jaar duren, tot mediamagnaat Rupert Murdoch Sky Channel overkocht.
Voor de Nederlandse omroepen produceerde De Mol verschillende shows en televisieprogramma's, zoals het muziekprogramma TROS Popformule, de spelshow Doet-ie 't of doet-ie 't niet en de komische serie Drie recht, één averecht. Ook startten in 1987 de opnamen van de ziekenhuisserie Medisch Centrum West, geproduceerd door Nel de Clerck, onder supervisie van De Mol. De serie bleek het eerste echte kijkcijferkanon voor De Mol in Nederland. Het imperium breidde zich uit, en in 1988 werkten er inmiddels 55 mensen bij John de Mol in vaste dienst. Zijn bedrijf hield zich inmiddels bezig met het managen van artiesten en het met technische middelen faciliteren van het maken van televisieprogramma's, bezat een eigen evenementenbureau, had een tak die bedrijfs- en reclamefilms maakte, en een afdeling die zich bezig hield met theaterproducties. Deze laatste tak kwam in 1989 negatief in het nieuws, toen de Nederlandse Toonkunstenaarsbond haar leden adviseerde om niet met John de Mol in zee te gaan. De contracten die De Mol aanbood voor de musical Gezworen Kameraden werden door de bond ondermaats genoemd.

### 1989-2000: Endemol en Big Brother
Toen vanaf 1989 de eerste commerciële Nederlandse televisiezenders werden gelanceerd, maakte De Mol hiervoor verschillende producties. Zijn grootste concurrent Joop van den Ende deed hetzelfde met zijn bedrijf Joop van den Ende TV Producties. In 1991 sloten De Mol en Joop van den Ende samen een contract af met de Luxemburgse televisiezender RTL+ ter waarde van 50 miljoen Duitse mark. Beide producenten zouden samen spelletjes en shows gaan maken voor de Duitse tak van het Luxemburgse moederbedrijf. In 1994 fuseerden de bedrijven van De Mol en Van den Ende tot Endemol.
Toen Veronica eind 1994 uit het publieke bestel stapte, en met Endemol een zender wilde oprichten, vond deze constructie een klein jaar later echter geen genade bij de Europese Commissie. Deze oordeelde dat Endemol een te dominante positie op de Nederlandse tv-markt zou krijgen. In 1996 waagden Van den Ende en De Mol nog een poging, met een belang in Sport 7, dat met de KNVB een alleenvertoningsrecht op voetbalwedstrijden was overeengekomen. Ook dit mislukte. Sport 7 werd een flop. Desalniettemin wist Endemol het te schoppen tot een van de toonaangevende productiebedrijven van Europa. Het in 1999 gelanceerde realityprogramma Big Brother betekende voor Endemol uiteindelijk de absolute wereldwijde doorbraak. Hierdoor gingen de deuren van grote Britse en Amerikaanse tv-zenders voor De Mol open. Deze doorbraak lokte potentiële kopers van Endemol uit om een bod op de firma te doen. Het Spaanse telecombedrijf Telefonica trok aan het langste eind en kocht Endemol in 2000 voor 5,5 miljard euro.

### 2000-2003: Talpa Capital
Kort na de verkoop van Endemol blies De Mol nieuw leven in een bestaande BV onder de naam Talpa Capital. Hij had deze BV in de jaren 80 opgezet, om zijn vermogen in te beleggen. Het merendeel van het bij de verkoop van Endemol verworven kapitaal werd in deze BV geplaatst. Het woord Talpa in de naam van deze BV verwijst naar de taxonomische naam voor "mol". De Mol gebruikte de BV als vehikel om te investeren in zowel beursgenoteerde als niet-beursgenoteerde bedrijven in de telecom-, media- en technologiesector. In 2006 nam zakenbank NIBC een minderheidsbelang van 25% in Talpa Capital, en werd het bedrijf omgedoopt in Cyrte Investments.

### 2003-2015: Talpa Media

#### Talpa Media & Talpa Producties
Op 16 september 2004 richtte De Mol voor een tweede keer een televisieproductiemaatschappij op, deze keer onder de naam Talpa Producties B.V.. In 2005 kwam daar een televisiezender bij. Deze en verschillende andere bedrijven werden ondergebracht in het nieuwe multimediabedrijf Talpa Media. Via Talpa Media had De Mol diverse belangen in een breed scala aan multimediaondernemingen. Zo had Talpa Media een eigen contentontwikkelingsafdeling, en beschikte het over deelnames in productiebedrijven over de hele wereld. Daarnaast was het bedrijf via Cyrte Fund II samen met andere financiële participanten voor 33% eigenaar van Endemol en kon het om die reden nieuwe programmaformats wereldwijd snel verkopen. In tegenstelling tot de tijd bij Endemol had De Mol directe controle over het ontwikkelproces, en kon het bedrijf programmaformats testen via een gegarandeerde productieafname van RTL Nederland op een van hun vier zenders.
Talpa Producties produceerde onder andere televisieprogramma's volgens het door De Mol bedachte format van The Voice. Talpa Music, de muziekuitgeverij van Talpa Media, bezat verschillende muziekrechten. Deels waren die in 2009 overgekocht van The Entertainment Group, het failliete bedrijf van zanger Marco Borsato. Het productiehuis Talpa Media zou in 2015 in zijn geheel worden verkocht aan ITV. De televisieproductiemaatschappij Talpa Producties B.V. werd daarbij omgedoopt tot ITV Studios Netherlands. De Mol bleeft echter nog wel tot eind 2019 eindverantwoordelijk voor Talpa Media.

#### Televisiezender Tien
Tot 2005 was De Mol als tv-producent steevast afhankelijk van tv-zenders die al dan niet bereid waren om zijn shows uit te zenden. Daarom besloot De Mol in 2005 om een eigen familiebrede amusementszender te beginnen. Het nieuwe station noemde hij Talpa, hoewel hij het aanvankelijk liever Tien had willen noemen. Dit mocht echter niet van de rechter, omdat SBS deze naam al bezat. Op 12 augustus 2005 ging de nieuwe televisiezender van start. Als grootste troef voor de nieuwe zender kocht De Mol onder andere de voetbalrechten van de Eredivisie van het Nederlands voetbal en het populaire programma Expeditie Robinson. Vanaf december 2006 werd de naam van de zender alsnog gewijzigd in 'Tien'. Ondanks enkele succesvolle programma's zoals Gooische Vrouwen (met een hoofdrol voor zus Linda), bleven de kijkcijfers achter bij de verwachtingen. Uiteindelijk verkreeg De Mol via een assetdeal een aandeel van 26,3% in RTL Nederland. In ruil voor het aandeel in RTL Nederland verhuisden Radio 538 en verschillende andere onderdelen van de televisiezender Tien naar RTL. Op 17 augustus 2007 was de laatste uitzending van Tien. Het kanaal van Tien werd ingenomen door RTL 8.

#### Relatie met Endemol
Sinds begin 2007 had Telefonica haar aandeel van 75% in Endemol in de verkoop staan. Een combinatie van de investeringsmaatschappijen van De Mol en Silvio Berlusconi had dit belang vervolgens gekocht voor € 2,63 miljard op 14 mei 2007. Daarnaast had De Mol via Cyrte Fund II (samen met andere investeerders) een derde van de aandelen Endemol in handen gekregen. Mediaset (het mediabedrijf van Silvio Berlusconi) alsmede Goldman Sachs bezaten elk ook een derde van Endemol en werden daarmee partners van De Mol. Na de deal met Telefonica plaatste De Mol zijn verworven vermogen in een BV onder de naam Talpa Beheer. Dit Talpa-bedrijf houdt zich voornamelijk bezig met het investeren in TMT-fondsen. Via Talpa Beheer is hij onder meer actief in het beleggen in TMT-fondsen via bijvoorbeeld Cyrte Investments.
Vanaf 2007 werkte Talpa Media samen met Endemol op het gebied van de internationale distributie en productie van programmaformats. Een jaar daarna werd de samenwerking alweer stopgezet, Talpa-directeur John de Mol wil liever voor elk land en elke markt zelf beslissen over productie- en distributiemogelijkheden.

#### Relatie met SBS Broadcasting
In 2011 nam De Mol samen met het Finse Sanoma voor € 1,25 miljard het bedrijf SBS Broadcasting over van het Duitse mediabedrijf ProSiebenSat.1. De Mol zou 33% van de aandelen van SBS in handen krijgen, en Sanoma 67%. De Nederlandse Mededingingsautoriteit (NMa) keurde de overeenkomst in juli 2011 goed onder voorwaarden dat De Mol zijn minderheidsbelang van 26% in RTL Nederland binnen drie jaar zou verkopen, en zijn minderheidsbelang tot die tijd in een onafhankelijk stichting zou onderbrengen. Reden voor dit besluit van de NMa was dat De Mol door een belang in zowel RTL als in SBS te hebben te veel invloed kon uitoefenen op beide zenders en dit ten koste kon gaan van de keuzevrijheid van de kijker.

### 2016-heden: Talpa Network

#### Talpa Network
Na in 2011 al 33% van de aandelen in handen te hebben gekregen, kocht De Mol in 2017 de resterende 67% aandelen over van Sanoma, waarmee hij de vier zenders SBS6, Veronica, Net5 en SBS9 volledig in handen kreeg. Als vehikel voor de nieuwe aankopen werd in 2017 het multimediabedrijf Talpa Network opgericht. Naast Talpa TV, de televisietak die ontstond uit het opgekochte SBS Broadcasting, werd er onder meer ook een radiotak (Talpa Radio) en een productiehuis Talpa Entertainment Productions aan de bedrijfsportefeuille toegevoegd. Verdere uitbereidingen ontstonden door overnames van onder meer uitgeverij Mood for Magazines (met in haar portfolio onder andere het tijdschrift LINDA.) en - tijdelijk - het persbureau ANP, wat hem op het verwijt kwam te staan dat hij zou bouwen aan een Berlusconi-achtig imperium.
Na het mislukken van de geplande fusie tussen RTL Nederland en Talpa Network in 2023 gaf De Mol in interviews aan zich te willen terugtrekken uit de dagelijkse leiding van zijn mediabedrijf. In een zeldzaam publieke verklaring liet hij weten dat schaalvergroting noodzakelijk blijft om op de Nederlandse markt te overleven, maar dat hij zich voortaan meer op strategische afstand zou houden.
In 2025 zette Talpa Network een AI-avatar van John de Mol in tijdens een roadshow langs mediabureaus. Deze digitale versie van De Mol, ontwikkeld met behulp van kunstmatige intelligentie, presenteerde de commerciële strategie van het bedrijf voor 2025. De inzet van de AI-avatar werd positief ontvangen door de betrokken bureaus.

#### Interview This is The Voice
In januari 2022 liet De Mol zich interviewen door Tim Hofman voor de online video BOOS: This is The Voice, over seksueel grensoverschrijdend gedrag door medewerkers van The voice of Holland, waar De Mol tot en met 2019 eindverantwoordelijk voor was. Eén van de beschuldigde medewerkers was de toenmalige zwager van De Mol, Jeroen Rietbergen. Verschillende uitspraken van De Mol in dit interview kwamen hem op kritiek te staan, waaronder op de bedrijfscultuur bij Talpa Media.

## Prijzen
In 1999, 2005 en 2011 werd De Mol uitgeroepen tot Omroepman van het Jaar. De prijs werd uitgereikt door Broadcast Magazine. In 2013 won hij in de Verenigde Staten een Emmy Award, de belangrijkste Amerikaanse televisieprijs, voor zijn programma The Voice. In 2014 eerden vakgenoten De Mol met de Oeuvre Award van De TV-Beelden voor zijn carrière in de media en in dat jaar ontving hij tevens de Gouden Harp, ook een oeuvreprijs, voor zijn bijdrage aan de Nederlands muziekindustrie.

## Privéleven
De Mol trouwde op 24 juli 1976 met zangeres Willeke Alberti. Op 12 januari 1979 werd hun zoon Johnny geboren. De Mol leerde tijdens het maken van muziekspecials met de band Luv' zangeres Marga Scheide kennen, voor wie hij Alberti in 1980 verliet en met wie hij enkele jaren samen zou zijn. In augustus 2021 trouwde De Mol met zijn vriendin, met wie hij al zo'n dertig jaar samen was.

#### Afpersingsbrieven
De Mol ontving vanaf oktober 2013 afpersingsbrieven; hierin werden zijn zus Linda en haar kinderen bedreigd en werd er een geldbedrag geëist. Een 70-jarige man uit Zeist werd hiervoor in december 2014 gearresteerd en bekende schuld.

#### Rechtszaak tegen Facebook
In november 2019 slaagde De Mol erin middels een kort geding Facebook op straffe van een maximale dwangsom van 1,1 miljoen euro te verplichten nepadvertenties te weren waarin zijn beeltenis gebruikt werd om Bitcoins en andere cryptovaluta aan te prijzen. Middels dat misbruik van zijn afbeelding werd zijn portretrecht geschonden en zijn reputatie geschaad, doordat hij ten onrechte in verband werd gebracht met Bitcoin of dubieuze Bitcoin-investeringen.